# Walerian Kisieliński
Walerian Kisieliński (Brzezinka, 1º marzo 1907 – Varsavia, 19 febbraio 1988) è stato un calciatore polacco, di ruolo attaccante.

## Carriera

### Club
Ha giocato tutta la carriera nel campionato polacco, risultandone anche il capocannoniere nell'edizione del 1931.

### Nazionale
Con la Nazionale ha preso parte alle Olimpiadi del 1936.